# Inta Ruka
Inta Ruka (født 3. juni 1958 i Riga i Lettiske SSR) er en lettisk fotograf.
I mere end to årtier har Inta Ruka fotograferet folk i hendes land – fra 1984 til 2000 primært i det landlige område omkring Balvi, og senere i stigende grad i den lettiske hovedstad Riga. I serien "Folk jeg mødte" (lettisk: Cilvēki, kurus satiku) påbegynder hun samtaler med ukendte mennesker for at bede dem om et portræt. Derimod i "Amaliagade 5a" (lettisk: Amālijas iela 5a) fokuserer hun på beboerne i en bestemt boligkarré bestående af lejligheder i Riga. Væk fra alfarvej fra den maleriske gamle bydel med gennemrestaurerede turistobjekter, leverer hun et utilsløret syn på den aktuelle tilstand af forandringer i Letland siden dens integration i den Europæiske Union. I de tidligere Sovjetbloklande deler hun sin dokumentar-antropologiske tilgang med Anatanas Sutkus og Boris Mikhailov, og internationalt med amerikanerne Walker Evans og Dorothea Lange.
Ruka modtog i 1998 et legat fra Hasselbladfonden, Spidolaprisen fra Letlands Kulturfond (lettisk: Latvijas Kultūras fonds) i 1999 og et legat til Kunstnerhuset Villa Waldberta i Feldafing i 2002. Et år senere tildelte Letlands Kunstnerunion (lettisk: Latvijas Mākslinieku savienība) hende "Årets Pris 2003". Inta Rukas fotografier er allerede blevet præsenteret på en række vigtige internationale udstillinger. I 1999 deltog Ruka på den 48. Venedigbiennale med "Mine mennesker fra landet" (lettisk: Mani lauku ļaudis), der endelig publicerede hendes navn internationalt. I 2006 organiserede Fotograficentret i Istanbul en stor solo-udstilling af hendes billeder. Fra 2006 til januar 2007 blev hendes fotografier vist sammen med værker af Wolfgang Tillmans, Boris Mikhailov og andre berømte kunstnere på udstillingen "In the Face of History: European Photographers in the 20th Century" på Barbican Arts Centre i London.
Inta Ruka har deltaget i dokumentarfilmen om sig selv "Fotografen från Riga" af Maud Nycander. Siden den 12. oktober 2009 er Inta Ruka Kavaler af Trestjerneordenen, en orden hun fik overrakt af Letlands præsident Valdis Zatlers på Rigas Slot den 17. november 2009.